# Haute-Loire
Haute-Loire (okcitansko: Naut Léger, oznaka 43) je francoski departma, imenovan po reki Loari (francosko Loire), ki teče skozenj. Nahaja se v regiji Auvergne.

## Zgodovina
Departma je bil ustanovljen v času francoske revolucije 4. marca 1790 iz dela nekdanjih provinc Auvergne, Languedoc in Lyonnais.

## Geografija
Haute-Loire (Zgornja Loara) leži v jugovzhodnem delu regije Auvergne. Na zahodu meji na departma Cantal, na severu na Puy-de-Dôme, na vzhodu na departmaja regije Rona-Alpe Loire in Ardèche, na jugu pa na departma Lozère (regija Languedoc-Roussillon).